# Acmana
Acmana is een geslacht van vlinders van de familie spinneruilen (Erebidae), uit de onderfamilie Hypeninae.

## Soorten
- A. apicioides Schaus, 1916
- A. camptogramma Hampson
- A. moeonalis Walker, 1859
- A. paulina Schaus, 1916